# دبستان هایکازیان-تاماریان
دبستان هایکازیان-تاماریان یکی از دبستان‌های ارامنه در تبریز است. این مدرسه که مخصوص پسران است به نام «مدرسهٔ پسرانه هایکازیان» در سال ۱۸۷۰ در محلهٔ بارون آواک تأسیس شد. 
25 سال بعد و در سال ۱۸۹۵ خانوادهٔ تومانیان به یاد خواهر درگذشتهٔ خود، تامارا تومانیان، ساختمان دیگری به نام «مدرسهٔ دخترانهٔ تاماریان» احداث کردند. 
طولی نکشید که دو مدرسهٔ پسرانهٔ هایکازیان و مدرسهٔ دخترانهٔ تاماریان با هم ملحق شده و با نام جدید «هایکازیان-تاماریان» به فعالیت خود ادامه دادند.
این مدرسه تا سال ۱۹۳۶ که مدارس ارامنهٔ تبریز تعطیل شد، به مدت ۶۶ سال به فعالیت پرداخت. 
دانش‌آموختگان مدرسه ارامنه وارد دبیرستان تماکان می‌شدند. امروزه «دبستان اسدی» در محل مدرسه تومانیان محل تحصیل ارامنه تبریز در مقطع ابتدایی است.
هاکوپ پاپازیان ایرانشناس ارمنی‌تبار زادهٔ تبریز، در دههٔ ۱۹۲۰ در این مدرسه تحصیل کرده‌است.